# Bengt Wieslander
Karl Herman Bengt Wieslander, född 1 februari 1920 i Malmö Sankt Pauli församling, Malmö, död 21 juni 2001 i Västerleds församling, Stockholm,
var en svensk jurist. Han var regeringsråd och ordförande i Regeringsrätten 1980–1987.

## Biografi
Bengt Wieslander tillhörde en juristfamilj som son till hovrättspresidenten Ivar Wieslander. Han avlade juris kandidatexamen vid Stockholms högskola 1944. Efter tingstjänstgöring fortsatte han sin ämbetsmannakarriär vid Göta hovrätt i Jönköping där han blev hovrättsråd 1959. I Stockholm arbetade han från 1951 först i riksdagen som sekreterare i första lagutskottet vilket följdes av utnämningar till sakkunnig, senare lagbyråchef i Justitiedepartementet från 1955.
Därifrån drogs Wieslander in i statsminister Tage Erlanders sfär och flyttade in hos denne och den socialdemokratiska regeringen i Kanslihuset där han gjorde stora och uppskattade insatser som den förste rättschefen i Statsrådsberedningen. Han skapade på kort tid och med liten personal ett effektivt och smidigt stabsorgan åt Regeringen och dess tjänstemän utan att åsidosätta de senares självständighet. Åren i Kanslihuset avslutades med utnämningen av Wieslander till regeringsråd 1964. Wieslander kom att tillhöra Regeringsrätten i 23 år fram till sin pensionering 1987, de sista sju åren som domstolens ordförande. Med korta avbrott var Wieslander ordförande i Lagrådet från 1987 till 1993.
På 1940-talet under andra världskriget hade Wieslander påbörjat en militär bana på stat men lämnade den för juridikstudier vid Stockholms högskola. Med sina småländska släktrötter fortsatte han som reservofficer vid Kronobergsregementet i Växjö och slutade som kapten i I 11:s reserv 1956. Wieslander förblev intresserad av och väl informerad om försvarsväsendet. Under några år på 1960-talet var han juridiskt biträde åt ÖB, överbefälhavaren Torsten Rapp.
Wieslander förtroddes många utredningsuppdrag och nämnd- och styrelseposter oftast som ordförande. Åren 1971–1987 satt han som ordförande i Radionämnden. Utredningarna gällde sjöfartsarbetstiden 1964, sjukvårdens inre organisation 1967, den militära underrättelsetjänsten, flyghaverikommissionen 1961, granskning av viss vapenexport 1989, partistödsnämnden 1983 och flera andra känsliga områden där Wieslanders juridiska skarpsinnighet och intelligens kom väl till sin rätt.
En svensk exportvara på rättsväsendets område är JO-ämbetet. Det svenska ordet ”ombudsman” har blivit ett lånord i många språk. Wieslander skrev 1994–1995 en bok för att öka kännedomen om denna svenska institution. JO-ämbetet i Sverige / The Parliamentary Ombudsman in Sweden. Den utgavs från början både på engelska och svenska och har sedan ytterligare översatts och spritts till många olika länder.
År 1992 promoverades Bengt Wieslander liksom sin far Ivar Wieslander 42 år tidigare till juris hedersdoktor vid Lunds universitet.
Wieslander är begravd på Norra begravningsplatsen utanför Stockholm.  Han var son till hovrättspresidenten Ivar Wieslander och bror till rektor Hans Wieslander. Lars Wieslander är hans son och Hugo Wieslander var hans farbror.

## Utmärkelser
- Kommendör med stora korset av Nordstjärneorden, 6 juni 1974.[4]